# 石川良三
石川 良三（いしかわ りょうぞう、1951年（昭和26年）4月19日  - ）は、日本の政治家。元埼玉県春日部市長（4期）。元春日部市議会議員（3期）。

## 概要
埼玉県武里村備後（現春日部市）生まれ。春日部市立武里小学校、春日部市立武里中学校、埼玉県立杉戸農業高等学校卒業。1985年、有限会社武農を設立する。1995年6月、春日部市議会議員選挙に出馬し、初当選を果たした。以後、春日部市議を3期10年務める。
2005年10月1日、春日部市・北葛飾郡庄和町の合併により新・春日部市が誕生する。この合併により行われた11月6日投開票の春日部市長選挙に、市議を辞職し無所属で出馬。5候補が乱立した混戦を制し、23554票を獲得して春日部市長に当選した。投票率は38.04%。
2009年10月18日の春日部市長選挙では、前回の市長選にも出馬した春日部市議の小久保博史を破り、再選。投票率は39.01%。
2013年6月4日、同年10月の春日部市長選に3選を目指して出馬する意向を表明。10月20日投開票の春日部市長選で、日本共産党推薦の元春日部市議会議員、並木敏恵をダブルスコアの大差で破り、3選。
2017年の市長選では「武里団地・北春日部駅の開発により人口1万人増」・「春日部駅高架化の2年以内着工」の公約を掲げ、新人の岩谷一弘と一騎打ちの戦いとなった。10月22日に投開票された結果、48453票を獲得し、岩谷を8票差で退け4選を果たした。この開票結果に対し岩谷を支援した有権者らから異議申し立てがあり、選挙管理委員会による全ての投票用紙の再点検が行われた結果、得票差が5票差に縮まったものの得票の優劣は変わらなかったため、申し立ては却下された。
2021年の市長選で石川は5期目を目指して出馬を表明。この市長選では現職の石川の他に、前回の市長選にも出馬し5票差になった岩谷を含めた3候補が出馬し混戦を極める選挙戦となり、石川は自民党・公明党の推薦を受け地元春日部出身の衆議院議員（ただし、運動期間が衆議院議員総選挙の運動期間と重なったため、厳密には「前衆議院議員」となる）土屋品子らが応援に駆けつけるなどの支援を受けたが、同年10月24日に実施された投開票の結果、岩谷に破れ落選。